# Full-Force-Festival/Line-ups

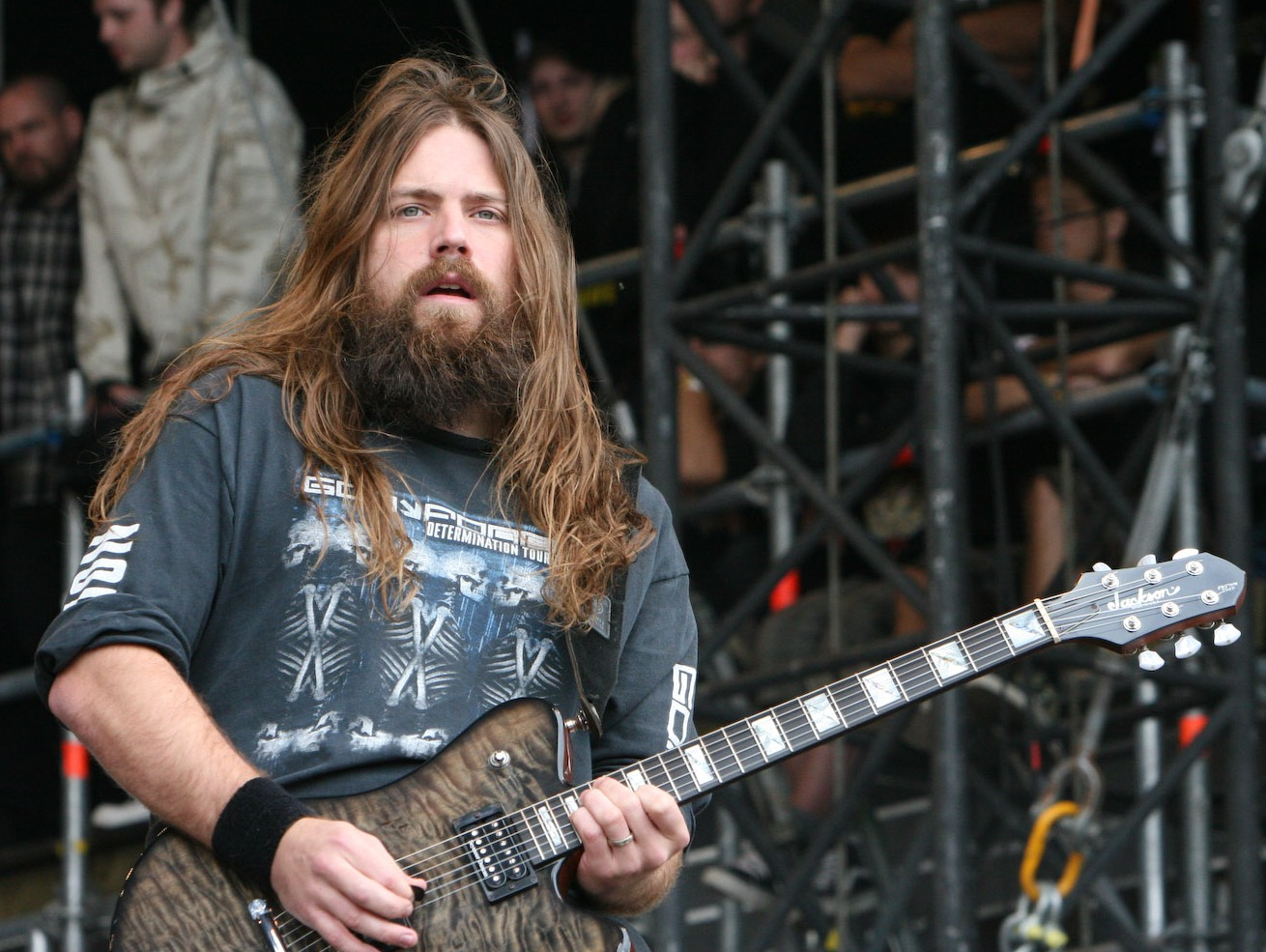
Mark Morton von Lamb of God beim With Full Force 2007

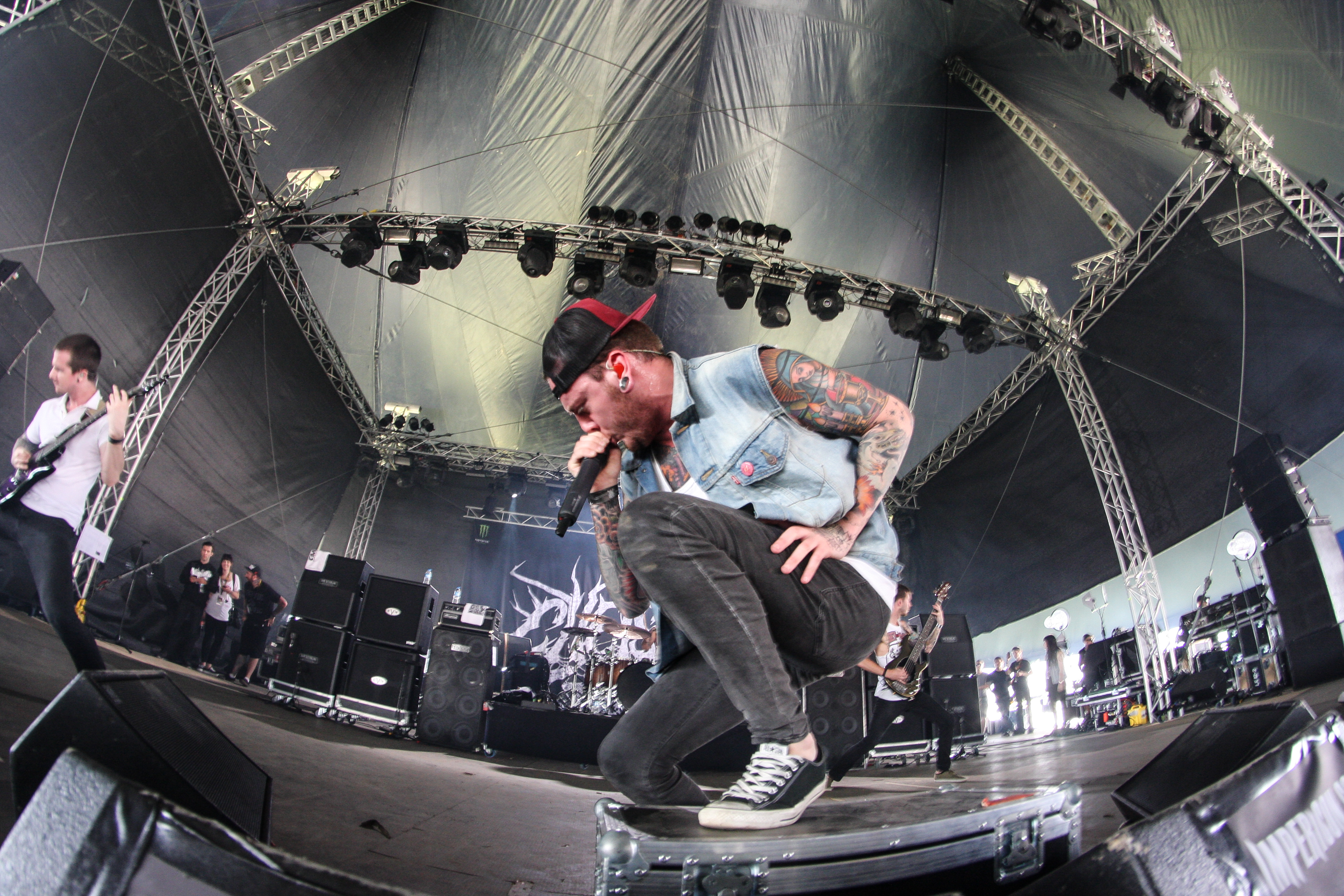
Chelsea Grin beim With Full Force Festival 2013

Diese Liste umfasst eine Aufzählung an Bands, welche am Full-Force-Festival teilgenommen haben bzw. für die nächste Auflage angekündigt sind.

## 1993 bis 1999
| Datum | Anz. | Line-up (Letzter Auftritt) |
| ----- | ---- | --- |
| 1994  | 10   | Sick of It All, Entombed, Spermbirds, Mortification, Snapcase, Think About Mutation, The Reign, D.B.A., Eternal Peace, Purgatory |
| 1995  | 12   | Tiamat, Sick of It All (1994), Morgoth, Madball, Skyclad, Ryker’s, Benediction, Humungous Fungus, Think About Mutation, Oomph!, Crematory, CIV |
| 1996  | 19   | Motörhead, Ministry, Type O Negative, Gorefest, Ryker’s, Die Krupps, Dog Eat Dog, The Exploited, Fear Factory, Randalica, Life of Agony, Downset, Slapshot, Amorphis, Samael, Shelter, Thumb, D.R.I., Front Line Assembly |
| 1997  | 27   | Rammstein, Manowar, S.O.D., Type O Negative, Saxon, Such a Surge, Project Pitchfork, Sick of It All (1995), Agnostic Front, Biohazard, Tiamat, Obituary, Thumb, Samael, Oomph!, Moonspell, J.B.O., Crematory, Dimmu Borgir, Sodom, Bolt Thrower, A.O.K., Schweisser, Entombed, Dritte Wahl, Humungous Fungus, Think About Mutation |
| 1998  | 26   | Slayer, Suicidal Tendencies, Venom, Front 242, Blind Guardian, Savatage, Such a Surge, Hammerfall, Knorkator, Stuck Mojo, Madball (1995), TWO, Cradle of Filth, Yuppicide, Covenant, Ryker’s, Pyogenesis, Sheer Terror, Turbonegro, Hate Squad, J.B.O., Atrocity, Pro Pain, Primal Fear, Vicki Vomit, Danzig Marilyn Manson und Paradise Lost abgesagt, dafür Danzig |
| 1999  | 48   | Ministry, Monster Magnet, Manowar, S.O.D, Sepultura, NOFX, 59 Times the Pain, Agnostic Front, Amorphis (1996), Boiled Kilt, Children of Bodom, A.O.K., Beatsteaks, Bolt Thrower, Orgy, Die Schinder, Destruction, Discipline, Dritte Wahl (1997), Enslaved, Grave Digger, Hypocrisy, Ignite, In Extremo, Immortal, Lagwagon, Mayhem, Metalium, Troopers, Mercyful Fate, Misfits, Moshquito, Oomph!, Painflow, Pitchshifter, Richthofen, H₂O, Pro Pain (1998), Ryker’s, Samael, Satyricon, Six Feet Under, Skyclad, Tanzwut, Theatre of Tragedy, Terrorgruppe, Temple of the Absurd, Totenmond |

## 2000 bis 2004
| Datum | Anz. | Line-up (Letzter Auftritt) |
| ----- | ---- | --- |
| 2000  | 60   | Iron Maiden, Slayer, Cro-Mags, Machine Head, Agnostic Front, Such a Surge, Slipknot, 59 Times the Pain, Bombshell Rocks, Brightside, Blind Passengers, Earth Crisis, Bolt Thrower, Manos, Crushing Caspars, Cannibal Corpse, J.B.O., Daily Terror, Die Apokalyptischen Reiter, U.S. Bombs, Dismember, Shelter, Dropkick Murphys, Ignite (1999), The Almighty, Asphyx, Krisiun, Knorkator (1998), Lousy, Think About Mutation, The Exploited, Goddess of Desire, Postmortem, Liberator, Sodom, Unbounded, Hard Resistance, Viu Drakh, Subway to Sally, Marduk, No Fun at All, Madball (1998), The Business, Voice of a Generation, Gorgoroth, Dark Funeral, Weissglut, Spermbirds, Dirty Deeds, Orphanage, Entombed, Gluecifer, Crazy Town, Angel Dust, Farmer Boys, Oomph!, Miozän, Pain, Barcode, Substyle |
| 2001  | 70   | Judas Priest, Motörhead, Soulfly, Bad Religion, Sick of It All (1997), Suicidal Tendencies, Cradle of Filth (1998), 4 in tha Chamber, 4Lyn, Backfire, Belphegor, Brightside, Cathedral, Crack Up, Crematory, Destruction, Mad Sin, Disrespect, Crowbar, D.O.A., Devin Townsend, Die Happy, Ignite (2000), Dickies, Dritte Wahl (1999), Donots, Dropkick Murphys, Fifty 50, Farmer Boys, Gluecifer, Gurd, Hangmen, Haggard, Holy Moses, Letzte Instanz, Hypnos, Emil Bulls, In Flames, Days of Grace, M.O.D., Megadeth, Mambo Kurt & The Bossa Bitches, Stampin Ground, Nashville Pussy, Napalm Death, Nevermore, Oxymoron, Venerea, New Jersey Bloodline, Punishable Act, Rantanplan, Revolver, Six Feet Under, Ryker’s, Savatage, Shelter, Shutdown, Voivod, Unleashed, Thumb, Tankard, Reach the Sky, The Bones, Zyklon, The Damned, Vader, Umbra et Imago, Pain, Visions, Zeromancer |
| 2002  | 66   | Slayer, Motörhead, Machine Head, Dead Kennedys, Agnostic Front, Rob Halford, Dropkick Murphys, Biohazard, 4 Lyn, Arch Enemy, Bazzooka, Behemoth, Bethlehem, Bolt Thrower, Candlemass, Cannibal Corpse (2000), Cataract, Dickies, Dew-Scented, D.R.I., Devil Inside, Discipline, The Distillers, Dornenreich, J.B.O., Disharmonic Orchestra, Down by Law, Grave Digger, Grave, Finntroll, Hypocrisy, Haemorrhage, Immortal, Heaven Shall Burn, Integrity, Impaled Nazarene, In Extremo, Kataklysm, Knorkator (2000), Kreator, Lock Up, Lousy, Mad Sin, Marduk (2000), MDC, No Means No, Oomph!, Pungent Stench, Revolver, Raging Speedhorn, Strife, Right Direction, Rumble Militia, Satanic Surfers, Scattergun, Sidekick, Skarhead, Slapshot, Union 13, Surge, The Business, The Spook, The Exploited, The Roerhedds, Waterdown, Zimmers Hole |
| 2003  | 71   | Slayer, Soulfly (2001), Ministry, Type O Negative, Sepultura, Prong, Sick of It All (2001), Clawfinger, Ryker’s, Youth of Today, Messiah, Saint Vitus, Destruction, Anthrax, Six Feet Under, Think About Mutation, Discharge, Overkill, Madball (2000), Sodom, Napalm Death, Pyogenesis, Rawside, Subway to Sally, Dritte Wahl (2001), Die Kassierer, Most Precious Blood, Opeth, Xthrowdownx, Die Apokalyptischen Reiter, Discipline, Samael, Totenmond, Kill Your Idols, Troopers, KJU, Enthroned, My Dying Bride, Born from Pain, Stone Sour, Entombed, Cockney Rejects, The Real McKenzies, Amon Amarth, J.B.O., The Bones, Roger Miret and the Disasters, The Darkness, The Generators, Manos (2000), Doro, Mambo Kurt & The Bossa Babes (2001), Stars'N'Stripes, Moonspell, Caliban, The Turbo A.C.’s, Backfire, Macabre, The Adicts, Smoke Blow, Debris Inc., Raging Speedhorn, Murderdolls, Zyklon, Brightside, Poison Idea, Slapshot, Hatebreed, Eisregen, Crazy White Sean, 1349         |
| 2004  | 69   | Soulfly (2003), Slipknot, Dimmu Borgir, Monster Magnet, Agnostic Front, Life of Agony (1996), Turbonegro, Hatebreed (2003), Fear Factory, Six Feet Under, Adjudgement, Atrocity, Blood for Blood, Born Cool, Exhumed, Death Angel, Caliban (2003), Discharge, Heaven Shall Burn (2002), Ektomorf, Chimaira, Mayhem, Grimfist, Donots, The Bones, Terror, Sidekick, A.O.K., Ignite (2001), Hanns Martin Slayer, Punishable Act, Lake of Tears, Last Resort, Lokalmatadore, Malevolent Creation, Shadows Fall, E-Town Concrete, Sworn Enemy, Mad Sin, Mnemic, Conflict, Neck, Maroon, The Exploited, Soilwork, Peter Pan Speedrock, Breed 77, Rose Tattoo, The Peepshows, Fireball Ministry, Born From Pain, The Real McKenzies, Walls of Jericho, Backyard Babies, Benediction (1995), Dark Tranquillity, Hypocrisy, Naglfar, Street Dogs, Tape, Crowbar, Grave Digger, Beatsteaks, Misconduct, Ill Niño, Lousy, Tiamat, I Defy, The Vision Bleak and the Shadow Philharmonics feat. Letzte Instanz |

## 2005 bis 2009
| Datum | Anz. | Line-up (Letzter Auftritt) |
| ----- | ---- | --- |
| 2005  | 61   | Iron Maiden, Kreator, Slayer, Anthrax, Pro Pain (1999), Hellacopters, Obituary (1997), Beatsteaks, Misfits, Finntroll, Knorkator (2002), Die Apokalyptischen Reiter, Kataklysm (2002), Ektomorf (2004), Manos (2003), Die Kassierer, Subway to Sally, Discipline, Unleashed (2001), Nuclear Assault, Eläkeläiset, Behemoth (2002), Maroon, Dew-Scented, Dritte Wahl (2003), Terror (2004), Such a Surge, Sick of It All (2003), Walls of Jericho, Mastodon, In Flames, Anti-Flag, Gorgoroth, God Dethroned, Carpathian Forest, Killswitch Engage, Amen, Arch Enemy (2002), Barcode, Brightside, Cataract, Crosscut, Destiny, Extreme Noise Terror, Illdisposed, Murphy’s Law, Mark Foggo & The Skasters, Harley’s War, Narziss, OHL, Red Harvest, She-Male Trouble, Smoke Blow, Stretch Armstrong, Superbutt, ZSK, Spawn, U.S. Bombs, Raging Speedhorn, Fear My Thoughts, Merauder Motörhead ausgefallen                                                                              |
| 2006  | 61   | A.O.K., Amorphis (1999), The Anti Doctrine, Arch Enemy (2005), Agnostic Front, The Black Dahlia Murder, Bloodsimple, Boysetsfire, Bullet for My Valentine, Born from Pain, Crushing Caspars, Clawfinger, Celtic Frost, Deadsoil, Die Lokalmatadore, Dismember, Danko Jones, DevilDriver, Die Krupps, Deadline, Do or Die, Disbelief, Dark Fortress, Evergreen Terrace, Endstille, First Blood, Fire in the Attic, Gorefest, Graveworm, The Haunted, Hundred Reasons, Heaven Shall Burn (2004), In Flames, Ignite (2004), In Extremo, Kreator, Knuckledust, The Kings of Nuthin’, Leeway, Lumsk, Liar, Motörhead, Madball (2003), Mambo Kurt (2003), Mystic Circle, Napalm Death, Opeth, Ostkreutz, The Partisans, Raunchy, Rawside, The Real McKenzies, Shelter, Soilwork (2004), Sick of It All (2005), Soulfly (2004), Synthetic Breed, Stone Sour, Toxoplasma, Trivium, Volbeat |
| 2007  | 51   | Amon Amarth (2003), As I Lay Dying, Barcode, Benediction (2004), The Bones, Brujeria, The Business, By Night, Caliban (2004), Cannibal Corpse (2002), Children of Bodom, Chimaira, The Creetins, Die Kassierer, Dropkick Murphys, Earth Crisis, Enter Shikari, Ektomorf (2005), Fear My Thoughts, Hatebreed (2004), Ill Niño, Kampfar, Knorkator (2005), KoRn, Lamb of God, Lousy, Manos (2005), Maroon, Misconduct, Moonsorrow, Naglfar, Neaera, One Man Army and the Undead Quartet, Pain, Peter Pan Speedrock, Pro-Pain, Rotten Sound, Satyricon, Sick of It All (2006), Slayer, Smoke Blow, Strung Out, Swallow the Sun, Sworn Enemy, Terror (2005), Turisas, Unearth, Venerea, Volbeat, Walls of Jericho, Zuul FX |
| 2008  | 64   | In Flames, Machine Head, Cavalera Conspiracy, Bullet for My Valentine (2006), Ministry, Biohazard, Agnostic Front, Life of Agony (2004), Avenged Sevenfold, 1349 (2003), A.O.K., Belphegor (2001), Born from Pain, Broilers, Brutal Truth, Caliban (2007), Cataract, Converge, Danko Jones, Death Before Dishonor, Death by Stereo, DevilDriver, Die Apokalyptischen Reiter, Discipline, Drone, Enemy of the Sun, Ensiferum, Entombed, Fall of Serenity, H₂O, Hardcore Superstar, Heaven Shall Burn (2006), Illdisposed, J.B.O., Japanische Kampfhörspiele, Job for a Cowboy, Krisiun, Lagwagon, Mad Sin, Madball (2006), Mambo Kurt (2006), Mayhem, Meshuggah, Misery Speaks, Moonspell, Morbid Angel, One Fine Day, Pöbel & Gesocks, Primordial, Psychopunch, Radio Dead Ones, Rotting Christ, Ryker’s, She-Male Trouble, Six Feet Under, Slapshot, Subway to Sally, Tech 9, The Accidents, The Destiny Program, The Exploited, The Turbo A.C.’s, Volbeat, War from a Harlots Mouth |
| 2009  | 55   | All Shall Perish, Amon Amarth (2007), Anathema, Asphyx, August Burns Red, Backfire, Bloodclot, The Bouncing Souls, Bring Me the Horizon, Callejon, Carcass, Comeback Kid, Crushing Caspars, Deadline, Deadlock, Der W, DevilDriver, Die Kassierer, Dimmu Borgir, Down, Eisregen, Elsterglanz, Emil Bulls (2001), End of Green, Facebreaker, God Forbid, Gorgoroth, Hackneyed, Hatebreed (2007), Helheim, Ignite (2006), Legion of the Damned, Maroon, Mastodon, Motörhead, Mucky Pup, My Dying Bride, MYRA, Narziss, Nervecell, No Turning Back, Parkway Drive, Raunchy, The Red Chord, Reno Divorce, Scarab, Sepultura, Smoke Blow, Social Distortion, The Sorrow, Soulfly (2006), Stomper 98, Suicidal Tendencies, Terror (2007), Walls of Jericho, Warbringer |

## 2010 bis 2014
| Datum | Anz. | Line-up (Letzter Auftritt) |
| ----- | ---- | --- |
| 2010  | 62   | A Day to Remember, All for Nothing, Amorphis (2006), Arkangel, As I Lay Dying, Bleeding Through, Bloodwork, Born from Pain, Broilers, Burning Skies, Caliban (2008), Callejon, Cannibal Corpse (2007), Crowbar, Dååth, Dark Tranquillity, Darkened Nocturn Slaughtercult, Deadline, Death Before Dishonor, Down by Law, Ektomorf (2007), Elsterglanz, Evergreen Terrace, Exodus, Fear Factory, Frei.Wild, Grand Magus, Gwar, Heaven Shall Burn (2008), Horse the Band, Job for a Cowboy, Keep of Kalessin, Killswitch Engage (2005), Lay Down Rotten, Letzte Instanz, Mambo Kurt & Rockbitches (2008), Marduk (2002), Maximum Penalty, Mustasch, Neaera, Nile, NOFX, Paradise Lost, Postmortem, Sick of It All (2007), Skindred, Slayer, Sodom, Texas in July, The Bones, The Devil’s Blood, The Exploited, The Faceless, The Mahones, Toxpack, Unleashed (2005), Venom, Walls of Jericho, War from a Harlots Mouth, We Butter the Bread with Butter, Wisdom in Chains, Yuppicide |
| 2011  | 62   | Volbeat, Bullet for My Valentine (2008), Hatebreed (2009), Agnostic Front, Bring Me the Horizon, Cavalera Conspiracy, Parkway Drive (2009), Kreator, Blood for Blood, Deadlock, Death by Stereo, Knorkator (2007), Die Apokalyptischen Reiter, Ill Niño, Emil Bulls (2009), Evile, Die Kassierer, KrawallBrüder, Mad Sin, Madball (2008), Moonspell, Negator, Terror (2009), The Ghost Inside, Arkona, Arma Gathas, Betzefer, Cancer Bats, Carnifex, Deez Nuts, Disbelief, Earth Crisis, Callejon, First Blood (2006), Entombed, Gallows, Grave, Insidious Disease, Kvelertak, Kylesa, Legion of the Damned, 50 Lions, Millencolin, Misery Index, More Than a Thousand, Manos (2007), Omnium Gatherum, Peter Pan Speedrock, Protest the Hero, Radio Dead Ones, Samael, Skindred (2010), Sólstafir, Spermbirds, Stonewall Noise Orchestra, Title Fight, The Adolescents, The Black Dahlia Murder, The Casualties, Watain, U.S. Bombs, Your Demise |
| 2012  | 59   | Soulfly (2009), Heaven Shall Burn (2010), Machine Head, Children of Bodom, Flogging Molly, Immortal, Broilers, Cannibal Corpse (2010), Pennywise, Trivium, Suicide Silence, Ektomorf (2010), Emmure, I Killed the Prom Queen, All Shall Perish, August Burns Red (2009), Aborted, Carnifex, Comeback Kid (2009), Crushing Caspars, Dark Funeral, Debauchery, Defeater, DevilDriver, Dying Fetus, Einherjer, Eläkeläiset, Elsterglanz, Endstille, Evergreen Terrace, Eskimo Callboy, Excrementory Grindfuckers, Eyes Set to Kill, Neaera, Guns of Moropolis, Insomnium, Kill Devil Hill, Madball (2011), Meshuggah (2008), Nasty, Nasum, Perkele, Poison Idea, Pro Pain (2005), Serum 114, Skeletonwitch, Street Dogs, Stick to Your Guns, Texas in July, The Bones, The Browning, The Carburetors, Unearth (2007), We Butter the Bread with Butter (2010), Xibalba, Toxpack (2010), Tenside, Do or Die, Fleshgod Apocalypse Lamb of God ausgefallen; Winds of Plague abgesagt wegen Trennung vom Schlagzeuger; Gojira abgesagt, dafür Neaera; Smoke Blow, The Turbo A.C.’s und Thee Carburetors abgebrochen wg. Wetter |
| 2013  | 67   | Slayer, Hatebreed (2011), Agnostic Front, Elsterglanz, Newsted, Korn, In Flames, Sick of It All (2010), Caliban (2010), Down, Parkway Drive (2011), Ryker’s, Terror (2011), Gothan, Asking Alexandria, Cock Sparrer, Deez Nuts, Paradise Lost, Adept, After the Burial, All That Remains, Amorphis (2010), A.O.K., Bane, Between the Buried and Me, Betontod, Betraying the Martyrs, Bury Your Dead, Buster Shuffle, Breakdown of Sanity, Chelsea Grin, Coal Chamber, Deadline, Devil Sold His Soul, Die Kassierer, Every Time I Die, God Seed, Hämatom, Haudegen, H2O, Hail of Bullets, Hacktivist, Hellyeah, Iwrestledabearonce, Kali Yuga, Knorkator (2011), Korpiklaani, Krisiun, Kvelertak (2011), Mambo Kurt (2010), Maroon, Marduk (2010), Naglfar, Napalm Death, Negura Bunget, Pain, Rawside, Red Fang, Smoke Blow, Sodom, The Browning, The Devil Wears Prada, The Ghost Inside (2011), The Other, Thy Art Is Murder, War from a Harlots Mouth, Your Demise |
| 2014  | 60   | Volbeat, Rob Zombie, Motörhead, Hatebreed (2013), Amon Amarth (2009), Bring Me the Horizon, Devil You Know, Callejon, Walls of Jericho, Emmure (2012), Madball (2012), Ignite (2009), Comeback Kid (2012), Kataklysm (2005), Behemoth (2005), Sepultura, Architects, Being as an Ocean, Blackest Dawn, blessthefall, Carach Angren, Carnifex, Death Before Dishonor, Desolated, Der Weg einer Freiheit, Dew-Scented, Discipline, Dritte Wahl (2005), Emil Bulls (2011), Eskimo Callboy (2012), Finntroll, For the Fallen Dreams, Grand Supreme Blood Court, His Statue Falls, Hundredth, Long Distance Calling, Massendefekt, Malignant Tumour, Memphis May Fire, Milking the Goatmachine, Moonspell, Nails, Nile, Obey the Brave, Of Mice & Men, Protest the Hero, Psychopunch, Rogers, Rise of the Northstar, Shining, Skindred (2011), Stick to Your Guns (2012), The Black Dahlia Murder, The Dillinger Escape Plan, The Ocean, The Unguided, Twilight of the Gods, Volksmetal, We Butter the Bread with Butter (2012), We Came as Romans Raised Fist ausgefallen                                                  |

## 2015 bis 2019
| Datum | Anz. | Line-up (Letzter Auftritt) |
| ----- | ---- | --- |
| 2015  | 51   | Heaven Shall Burn (2012), In Flames, Parkway Drive (2013), 1349 (2008), Agnostic Front, Arch Enemy (2006), Astroid Boys, Aura Noir, Belphegor (2008), Booze & Glory, Born from Pain, Burning Down Alaska, Carcass, Chelsea Grin (2013), Deez Nuts, Defeater (2012), Destrage, Diablo Blvd, Die Kassierer, Dr. Living Dead!, Eisbrecher, Enter Shikari, Eskimo Callboy (2014), Expire, Fear Factory, Feed the Rhino, GWLT, Haudegen, Heart of a Coward, Knorkator (2013), Kontrust, Kreator, Lamb of God (2007), Master, Nasty (2012), Obituary (2005), Pro Pain (2012), Raised Fist, Red Fang, Rotten Sound, Rotting Christ (2008), Silent Screams, Suicide Silence (2012), Suicidal Angels, Sylosis, Terror (2013), Texas in July, The Ruins of Beverast, Toxpack (2012), Upon a Burning Body, Walking Dead on Broadway |
| 2016  | 65   | Five Finger Death Punch, Slayer, Amon Amarth (2014), Trivium, Bad Religion, Hatebreed (2014), Six Feet Under, Behemoth (2014), Walls of Jericho, Cock Sparrer, Paradise Lost, Ektomorf (2012), 4 Promille, Annisokay, Anti-Flag (2005), Architects, Aktis, Attila, August Burns Red (2012), Beartooth, Beyond the Black, Borknagar, Breakdown of Sanity, Bury Tomorrow, Buster Shuffle, Cypecore, Deserted Fear, Drescher, Endstille, Fallujah, Fit for an Autopsy, Goitzsche Front, Grave, Gutalax, H2O (2013), Hammercult, Havok, Inquisition, John Koffey, Legion of the Dead, Lionheart, Monuments, Norma Jean, Our Last Night, Perkele (2012), Ragnarok, Raunchy, Rise of the Northstar (2014), Siberian Meat Grinder, Smoke the Sky, Stepfather Fred, Stick to Your Guns (2014), Stray from the Path, Strife, The Amity Affliction, The Browning, The Hirsch Effekt, The Real McKenzies, Thy Art Is Murder (2013), To the Rats and Wolves, Turnstile, Unleash the Sky, Vader, Varg, We Butter the Bread with Butter (2014) |
| 2017  | 64   | Avatar, Brothers in Arms, Tell You What Now, Counterfeit, Wolf Down, While She Sleeps, Deez Nuts, Spasm, Walking Dead on Broadway (2015), Callejon, Knorkator (2015), Ministry, Dropkick Murphys, In Flames, Tenside, Carnage Calligraphy, Arise from the Fallen, Silence Is Betrayal, D.R.I., Aborted, Tausend Löwen unter Feinden, Four Year Strong, Bad Omens, Swiss und Die Andern, Adept, Nasty (2015), Napalm Death, Eïs, Carach Angren (2014), Debauchery, Val Sinestra, Tanzwut, Kvelertak (2013), Equilibrium, Triptykon, Elsterglanz, Morgoth, Emil Bulls (2014), Die Kassierer, Royal Republic, Terror (2015), Kreator, tuXedoo, The Butcher Sisters, Trynity, Tragedy of Mine, Psychopunch, Excrementory Grindfuckers (2012), Novelists, Broken Teeth, Wisdom in Chains, Obey the Brave, Northlane, Comeback Kid (2014), Motionless in White, Architects, Combichrist, Silent Descent, Atari Teenage Riot, Trollfest, Bombus, Rotting Christ (2015), Moonsorrow, Soilwork (2006) Ausgefallen sind: The Black Dahlia Murder, Of Mice & Men, Madball (2014), Sepultura, Airbourne, Apocalyptica, Mute Nation, Misharped Fortune, Dust Bolt, God Dethroned, Toxpack (2015), Suicide Silence, Dark Funeral, Cryptopsy, Soulburn, Shining, Apologies, I Have None |
| 2018  | 64   | 8kids, Abbath, Apocalyptica, Asking Alexandria (2013), Being as an Ocean (2014), Belphegor (2015), Benediction (2007), Body Count feat. Ice-T, Booze & Glory (2015), Bullet for My Valentine (2011), Caliban (2013), Cradle of Filth (2001), Dagoba, Ded, Dool, Dritte Wahl (2014), Drunken Swallows, Ektomorf (2016), Emmure (2014), Employed to Serve, Entombed A.D., Eskimo Callboy (2015), First Blood (2011), Dethroned (2005), H2O (2016), Hatebreed (2016), In This Moment, Johnny Deathshadow, Judas Priest (2001), Kanzler & Söhne, Kataklysm (2014), Knocked Loose, Life of Agony (2008), Lionheart (2016), Madball (2014), Mambo Kurt & Gäste (2013), Manos (2011), Marduk (2013), Megaherz, Miss May I, Moscow Death Brigade, Necrophobic, Nothing More, Oceans Ate Alaska, Parkway Drive (2015), Perkele (2016), Powerflo, Pro Pain (2015), Psychostick, Rise of the Northstar (2016), Septicflesh, Soulfly (2012), Stick to Your Guns (2016), Stray from the Path (2016), Tankard (2001), Tendencia, The Hirsch Effekt (2016), Thy Art Is Murder (2016), Toxpack (2015), Unleashed (2010), We Butter the Bread with Butter (2016), Wolves in the Throne Room, Vallenfyre, Ze Gran Zeft                                                                     |
| 2019  | 52   | Alcest, The Amity Affliction (2016), Amorphis (2013), Animals as Leaders, Annisokay (2016), Any Given Day, Arch Enemy (2015), At the Gates, Bad Omens (2017), Batushka, Beartooth (2016), Behemoth (2016), Billybio, Black Peaks, Bleeding Through (2010), Bury Tomorrow (2016), Cane Hill, Carach Angren (2017), Cannibal Corpse (2012), Crystal Lake, Flogging Molly (2012), Harakiri for the Sky, Harms Way, Ignite (2014), Infected Rain, Jinjer, Kadavar, Knorkator (2017), Lamb of God (2015), Landmvrks, Limp Bizkit, Malevolence, Mambo Kurt (2018), Mantar, Massendefekt (2014), Municipal Waste, The Ocean (2014), Orange Goblin, Our Last Night (2016), Parkway Drive (2018), Polaris, Power Trip, Sick of It All (2013), Sondaschule, Terror (2017), TesseracT, Turnstile (2016), Walking Dead on Broadway (2017), While She Sleeps (2017), Whitechapel, Wolfheart, Zeal & Ardor |

## Seit 2020
| Datum | Anz. | Line-up (Letzter Auftritt) |
| ----- | ---- | --- |
| 2020  | 48   | Veranstaltung wegen der COVID-19-Pandemie abgesagt. 1349 (2015), Amaranthe, Amon Amarth (2016), Anti-Flag (2016), August Burns Red (2016), Being as an Ocean (2018), Bleed from Within, Boysetsfire (2006), Counterparts, Creeper, Dagoba (2018), Dawn Rayd, Deafheaven, Dying Fetus (2012), Emil Bulls (2017), Equilibrium (2017), Excrementory Grindfuckers (2017), First Blood (2018), Fleshgod Apocalypse (2012), Frog Leap, Gatecreeper, Get the Shot, The Ghost Inside (2013), Heaven Shall Burn (2015), Imminence, Killswitch Engage (2010), Knocked Loose (2018), Kvelertak (2017), Meshuggah (2012), Milking the Goatmachine (2014), Nasty (2017), Neck Deep, Northlane (2017), Obituary (2015), Oceans, Of Mice & Men (2014), Polar, Primordial (2008), Rise of the Northstar (2018), Risk It!, Rotting Christ (2017), The Rumjacks, Silverstein, Soilwork (2017), Suicide Silence (2015), Swiss und Die Andern (2017), Thy Art Is Murder (2018), ZSK (2005) |
| 2021  | 36   | Veranstaltung wegen der COVID-19-Pandemie abgesagt. Amon Amarth (2016), Being as an Ocean (2018), Boston Manor, Boysetsfire (2006), Counterparts, Creeper, Deafheaven, Dying Fetus (2012), Emil Bulls (2017), Equilibrium (2017), Excrementory Grindfuckers (2017), First Blood (2018), Gatecreeper, Get the Shot, Heaven Shall Burn (2015), Holding Absence, Imminence, Knocked Loose (2018), Lingua Ignota, Loathe, Meshuggah (2012), Nasty (2017), Neck Deep, Northlane (2017), Obituary (2015), Oceans, Of Mice & Men (2014), Raised Fist (2015), Rise of the Northstar (2018), Rotting Christ (2017), Stick to Your Guns (2018), Suicide Silence (2015), Swiss und Die Andern (2017), Sylosis (2015), The Ghost Inside (2013), Vein.fm |
| 2022  | 79   | Amaranthe, Anti-Flag (2016), Any Given Day, As Everything Unfolds, August Burns Red (abgesagt), Beartooth (2019), Blackout Problems, Bleed from Within, Bob Vylan, Boston Manor, Boysetsfire (2006), Bullet for My Valentine (2018), Comeback Kid (2017), Counterparts, Creeper, Crossfaith, Dana Dentata, Dead Poet Society, Drain, Dream State, Dropout Kings, Emil Bulls (2017), Equilibrium (2017), Fragged Under, Frog Leap, From Fall to Spring, Future Palace, Gatecreeper, Get the Shot, Ghostkid, Gutalax (2016), Heaven Shall Burn (2015), Holding Absence, Hot Milk, Imminence, Infected Rain (2019), Killswitch Engage (2010), Knocked Loose (2018), Konvent, Kvelertak (2017), Landmvrks (2019), Malevolence (2019), Me and That Man, Mental Cruelty, Mora Prokaza, Moscow Death Brigade (2018), Neck Deep, Obituary (2015), Oceans, Of Mice & Men (2014), One Step Closer, Orbit Culture, Paleface, Portrayal of Gulit, Raised Fist (2015), Rolo Tomassi, Rotting Christ (2017), Scowl, Seeyouspacecowboy, Setyøursails, Siamese, Silverstein, Skynd, Soilwork (2017), Stick to Your Guns (2018), Suicide Silence (2015), Swiss und Die Andern (2017), Sylosis (2015), Ten56, The Disaster Area, The Ghost Inside (2013), The Rumjacks, Trash Boat, Vein.fm, Venom Prison, Venues, Wargasm, Zeal & Ador (2019), Zombiez |
| 2023  | 65   | Akuma Six, Annisokay (2019), Attila (2016), Author & Punisher, Avatar (2017), Blind Channel, Bloodbath, Bluthund, Born of Osiris, Caliban (2018), Celeste, Chelsea Grin (2015), Decapitated, Defeater (2015), Dÿse, Electric Callboy (2018), Employed to Serve (2018), End, Gaerea, Gojira (2012), Guilt Trip, H2O (2018), The Halo Effect, Harms Way (2019), Hatebreed (2018), Heriot, Igorrr, Insomnium, Jinjer (2019), Konvent (2022), Kublai Khan TX, Lionheart (2018), Lil Lotus, Loathe, Mantar (2019), The Menzingers, Meshuggah (2021), Milking the Goatmachine (2014), Mimi Barks, Motionless in White (2017), Nova Twins, Novelists FR (2017), Paleface Swiss (2022), Papa Roach, Petrol Girls, Polaris (2019), Rise of the Northstar (2018), Risk It!, Samurai Pizza Cats, Skindred (2014), The Scratch, Sleep Token, Slope, Soul Glo, Spirit Adrift, Spiritbox, Spiritworld, Stand Atlantic, Static Dress, Stray from the Path (2018), Svalbard, Sylvaine, Terror (2019), The Baboon Show, The Bronx, Touché Amoré, Unearth (2012), Unity TX, Vended, Vukovi, Wargasm (UK) (2022), Ways Away, While She Sleeps (2019), ZSK (2005), Zulu |
| 2024  |      | Alligatoah, Angst, Architects (2017), As December Falls, As Everything Unfolds (2022), Bad Religion (2016), Blackgold, Bleed from Within (2022), Boston Manor (2022), Brand of Sacrifice, Bury Tomorrow (2022), Buster Shuffle (2016), Cage Fight, Casey, Counterparts (2022), Crypta, Damona, Dark Funeral (2012), Dark Tranquillity (2010), Death By Romy, Dogbite, Dropkick Murphys (2017), Dropout Kings (2022), Drug Church, Dust Bolt (2017), Dying Wish, Elwood Stray, Five Finger Death Punch (2016), Fixation, Frank Carter & the Rattlesnakes, Fuming Mouth, Future Palace (2022), GEL, Get the Shot (2022), Halocene, Hanabie., Harm's Way (2023), Health, Hexis, Holding Abscence (2022), Hämatom (2013), Ice Nine Kills, Imminence (2022), Indecent Behaviour, Itchy, Judiciary, Kadavar (2019), Kanonenfieber, Kataklysm (2018), Kochkraft durch KMA, Lionheart (2023), Madball (2018), Make Them Suffer, Malevolence (2022), Pest Control, Resolve, Sanguisugabogg, Scowl (2022), Shadow of Intent, Siamese (2022), Silverstein (2022), Simple Plan, Skynd (2022), Sodom (2013), Sondaschule (2019), Speed, Team Scheisse, Tenside (2017), The Acacia Strain, The Butcher Sisters (2017), Thrown, Until I Wake, Urne, Zeal & Ardor (2022), Zombiez (2022)                                                              |

## Anzahl an Auftritten
In der folgenden Tabelle sind alle Bands aufgeführt, die mehr als einmal auf dem Festival aufgetreten sind (Stand 14. Dezember 2023):
| Anz. | Band (Auftritte in den Vorjahren) |
| ---- | --- |
| 11   | Sick of It All (1994, 1995, 1997, 2001, 2003, 2005–2007, 2010, 2013, 2019) |
| 10   | Madball (1995, 1998, 2000, 2003, 2006, 2008, 2011, 2012, 2014, 2018), Knorkator (1998, 2000, 2002, 2005, 2007, 2011, 2013, 2015, 2017, 2019), Terror (2004, 2005, 2007, 2009, 2011, 2013, 2015, 2017, 2019, 2023), Hatebreed (2003, 2004, 2007, 2009, 2011, 2013, 2014, 2016, 2018, 2023) |
| 9    | Parkway Drive (2009, 2011, 2013, 2015, 2018, 2019) |
| 8    | Ignite (1999–2001, 2004, 2006, 2009, 2014, 2019), Mambo Kurt (2001, 2003, 2006, 2008, 2010, 2013, 2018, 2019), Heaven Shall Burn (2002, 2004, 2006, 2008, 2010, 2012, 2015, 2022) Caliban (2003, 2004, 2007, 2008, 2010, 2013, 2018, 2023) |
| 7    | Soulfly (2001, 2003, 2004, 2006, 2009, 2012, 2018), Dritte Wahl (1997, 1999, 2001, 2003, 2005, 2014, 2018), Ektomorf (2004, 2005, 2007, 2010, 2012, 2016, 2018) |
| 6    | Manos (2000, 2003, 2005, 2007, 2011, 2018), Pro Pain (1998, 1999, 2005, 2012, 2015, 2018), Cannibal Corpse (2000, 2002, 2007, 2010, 2012, 2019), Amorphis (1996, 1999, 2006, 2010, 2013, 2019), Emil Bulls (2001, 2009, 2011, 2014, 2017, 2022) |
| 5    | Amon Amarth (2003, 2007, 2009, 2014, 2016), Marduk (2000, 2002, 2010, 2013, 2018), We Butter the Bread with Butter (2010, 2012, 2014, 2016, 2018), Arch Enemy (2002, 2005, 2006, 2015, 2019), Behemoth (2002, 2005, 2014, 2016, 2019), Comeback Kid (2009, 2012, 2014, 2017, 2022), Bullet for My Valentine (2006, 2008, 2011, 2018, 2022), Stick to Your Guns (2012, 2014, 2016, 2018, 2022), Electric Callboy (2012, 2014, 2015, 2018, 2023) |
| 4    | Benediction (1995, 2004, 2007, 2018), Life of Agony (1996, 2004, 2008, 2018), Unleashed (2001, 2005, 2010, 2018), Kataklysm (2002, 2005, 2014, 2018), Belphegor (2001, 2008, 2015, 2018), Toxpack (2010, 2012, 2015, 2018), Electric Callboy (2012, 2014, 2015, 2018), Obituary (1997, 2005, 2015, 2022), Soilwork (2004, 2006, 2017, 2022), Kvelertak (2011, 2013, 2017, 2022), Rotting Christ (2008, 2015, 2017, 2022), Skindred (2010, 2011, 2014, 2023), Rise of the Northstar (2014, 2016, 2018, 2023) |
| 3    | 1349 (2003, 2008, 2015), Nasty (2012, 2015, 2017), Cradle of Filth (1998, 2001, 2018), First Blood (2006, 2011, 2018), Emmure (2012, 2014, 2018), Perkele (2012, 2016, 2018), Thy Art Is Murder (2013, 2016, 2018), H2O (2013, 2016, 2018), Lamb of God (2007, 2015, 2019), Carach Angren (2014, 2017, 2019), Walking Dead on Broadway (2015, 2017, 2019), Anti-Flag (2005, 2016, 2020), Killswitch Engage (2005, 2010, 2022), August Burns Red (2009, 2012, 2016), The Ghost Inside (2011, 2013, 2022), Lionheart (2016, 2018, 2023), Suicide Silence (2012, 2015, 2022), Beartooth (2016, 2019, 2022), While She Sleeps (2017, 2019, 2023), Unearth (2007, 2012, 2023), Stray from the Path (2016, 2018, 2023), Chelsea Grin (2013, 2015, 2023), Meshuggah (2008, 2012, 2023), Annisokay (2016, 2019, 2023) |
| 2    | Excrementory Grindfuckers (2012, 2017), Judas Priest (2001, 2018), Tankard (2001, 2018), Dethroned (2005, 2018), Asking Alexandria (2013, 2018), Being as an Ocean (2014, 2018), Booze & Glory (2015, 2018), The Hirsch Effekt (2016, 2018), Flogging Molly (2012, 2019), Bleeding Through (2010, 2019), Massendefekt (2014, 2019), The Ocean (2014, 2019), The Amity Affliction (2016, 2019), Bury Tomorrow (2016, 2019), Our Last Night (2016, 2019), Turnstile (2016, 2019), Bad Omens (2017, 2019), Boysetsfire (2006, 2022), Of Mice & Men (2014, 2022), Raised Fist (2015, 2022), Sylosis (2015, 2022), Gutalax (2016, 2022), Equilibrium (2017, 2022), Swiss und Die Andern (2017, 2022), Knocked Loose (2018, 2022), Moscow Death Brigade (2018, 2022), Infected Rain (2019, 2022), Landmvrks (2019, 2022), Malevolence (2019, 2022), Polaris (2019, 2023), Paleface Swiss (2022, 2023), Novelists FR (2017, 2023), Motionless in White (2017, 2023), Milking the Goatmachine (2014, 2023), Mantar (2019, 2023), Konvent (2022, 2023), Jinjer (2019, 2023), Harm's Way (2019, 2023), H2O (2018, 2023), Gojira (2012, 2023), Employed to Serve (2018, 2023), Defeater (2015, 2023), ZSK (2005, 2023), Wargasm (2022, 2023), Zeal & Ardor (2019, 2022), Attila (2016, 2023), Avatar (2017, 2023) |